# Морской климат

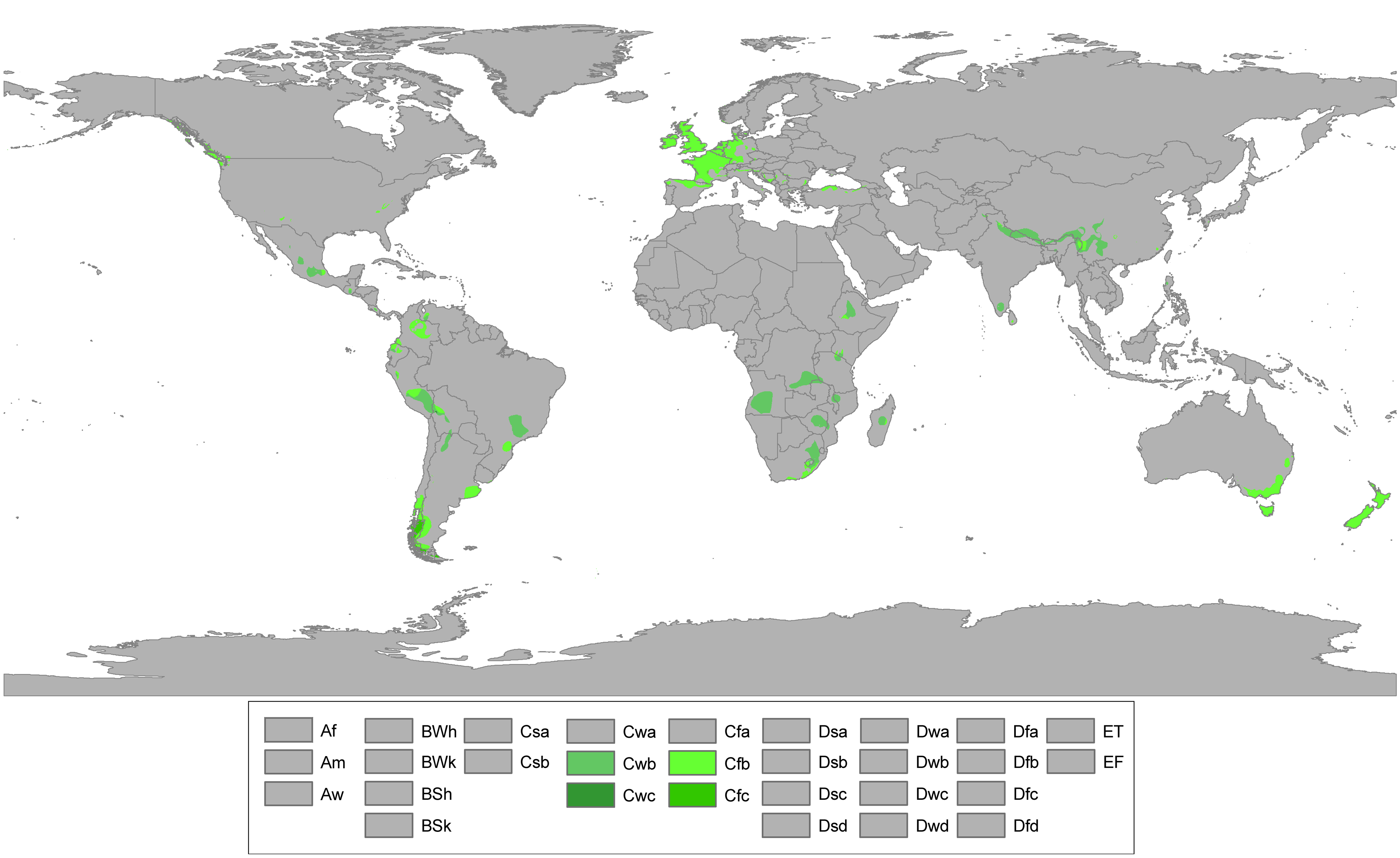
Области с морским климатом
на Земле по классификации Кёппена ("Cfb", "Cfc", "Cwb" и "Cwc")

Морско́й кли́мат, или океанический климат, — климат регионов, близких к морю, отличающийся небольшой суточной и годовой амплитудой температуры воздуха, высокой относительной влажностью, прохладным летом и мягкой зимой (в умеренных широтах), большой облачностью, вызванной интенсивной циклонической деятельностью, сильными ветрами. В условиях морского климата время наступления самой высокой и самой низкой температуры запаздывает (по сравнению с областями с континентальным климатом) на 1-2 месяца, а весна бывает холоднее осени. Формируется в условиях преобладающего влияния на атмосферу океанического пространства.
Хорошо выраженным морским климатом обладает Западная Европа, где круглый год господствует перенос воздуха с Атлантического океана. На крайнем западе Европы годовая амплитуда температуры воздуха равна всего нескольким градусам. С удалением от Атлантического океана вглубь материка годовая амплитуда температуры растёт, иначе говоря, усиливается континентальный характер климата.
| Показатель                    | Янв.  | Фев.  | Март  | Апр. | Май  | Июнь | Июль | Авг. | Сен. | Окт. | Нояб. | Дек.  | Год   |
| ----------------------------- | ----- | ----- | ----- | ---- | ---- | ---- | ---- | ---- | ---- | ---- | ----- | ----- | ----- |
| Абсолютный максимум, °C       | 14,9  | 18,5  | 22,2  | 27,1 | 30,6 | 34,3 | 35,0 | 37,3 | 33,4 | 28,2 | 18,9  | 15,2  | 37,3  |
| Средний суточный максимум, °C | 7,7   | 8,0   | 10,9  | 13,8 | 17,3 | 20,4 | 22,9 | 22,5 | 19,2 | 14,9 | 10,7  | 7,9   | 14,7  |
| Средняя температура, °C       | 5,0   | 4,9   | 7,1   | 9,2  | 12,6 | 15,6 | 17,9 | 17,6 | 14,9 | 11,4 | 7,7   | 5,3   | 10,8  |
| Средний суточный минимум, °C  | 2,4   | 2,1   | 4,0   | 5,3  | 8,3  | 11,3 | 13,4 | 13,3 | 11,1 | 8,2  | 4,8   | 2,6   | 7,2   |
| Абсолютный минимум, °C        | −16,6 | −16,1 | −11,1 | −4,9 | −2,4 | 1,4  | 2,4  | 0,2  | −0,4 | −5,7 | −9,1  | −16,1 | −16,6 |
| Норма осадков, мм             | 56    | 41    | 42    | 42   | 51   | 45   | 44   | 49   | 48   | 69   | 57    | 55    | 599   |
| Источник: Погода и Климат     |       |       |       |      |      |      |      |      |      |      |       |       |       |

## Разновидности

### Субтропический морской высокогорный климат с равномерным количеством осадков в течение года (Cwb)
Данная разновидность океанического климата характерна для высокогорных областей, расположенных в тропическом и субтропическом поясе Земли. Как и в других областях с океаническим климатом для высокогорных областей тропиков и субтропиков характерно мягкое лето и значительно более прохладная зима в сравнении с другими районами, расположенными в тех же широтах. Однако в отличие от других областей с океаническим климатом для тропических и субтропических высокогорных  областей характерна более сухая зимняя погода. В целом для высокогорного субтропического климата характерна практически постоянная температура в течение всего года, — снегопад крайне редок. В этих областях среднемесячная температура не превышает 22 °C (72 °F), но и не опускается ниже −3 °C (27 °F). При этом средняя температура, как минимум, одного месяца ниже 18 °C (64 °F). 
Данная разновидность высокогорного климата характерна для отдельных районов южной, восточной и юго-восточной Африки, Атласских гор, некоторых высокогорных областей Южной Европы, Северной (Южные Аппалачи), Центральной и Южной Америки, Юго-Восточной Азии и отдельных регионов Гималаев. Также к области с высокогорным субтропическим климатом относят некоторые районы Австралии, хотя для них характерна более высокая среднемесячная температура.
| Показатель                    | Янв. | Фев. | Март | Апр. | Май  | Июнь | Июль | Авг. | Сен. | Окт. | Нояб. | Дек. | Год  |
| ----------------------------- | ---- | ---- | ---- | ---- | ---- | ---- | ---- | ---- | ---- | ---- | ----- | ---- | ---- |
| Абсолютный максимум, °C       | 28,2 | 29,3 | 33,3 | 33,4 | 33,9 | 33,5 | 30,0 | 28,4 | 28,5 | 28,9 | 29,3  | 28,0 | 33,9 |
| Средний суточный максимум, °C | 21,3 | 22,9 | 25,5 | 26,6 | 26,3 | 24,7 | 23,2 | 23,4 | 22,5 | 22,4 | 21,9  | 21,2 | 23,5 |
| Средняя температура, °C       | 15,5 | 16,5 | 17,4 | 18,7 | 19,0 | 19,5 | 19,4 | 18,5 | 18,1 | 17,0 | 15,5  | 15,5 | 17,5 |
| Средний суточный минимум, °C  | 13,0 | 13,0 | 13,0 | 15,5 | 15,8 | 14,3 | 14,5 | 14,5 | 14,5 | 14,5 | 13,8  | 12,4 | 12,6 |
| Абсолютный минимум, °C        | −1,1 | −4,4 | −4   | −0,6 | 3,7  | 4,5  | 5,3  | 6,0  | 1,6  | 0,0  | −3    | −3   | −4,4 |
| Норма осадков, мм             | 55   | 53   | 23   | 27   | 58   | 157  | 183  | 173  | 144  | 81   | 76    | 69   | 1004 |
| Источник: NOAA                |      |      |      |      |      |      |      |      |      |      |       |      |      |

### Приполярный океанический климат (Cfc)
Для областей с приполярным океаническим климатом характерны общие черты океанического климата, однако вследствие расположения в высоких широтах для них характерна более холодная погода и частый снегопад по сравнению с другими регионами с океаническим климатом. Средняя температура лишь одного-трёх месяцев превышает 10 °C (50 °F). В то же время средняя температура не опускается ниже -3 °C (26.6 °F). Приполярный океанический климат характерен для побережья Исландии, части прибрежных областей Норвегии (например, Лофотенские острова), Фарерских островов, Шотландского нагорья, островов южной Аляски, крайнего юга Чили и Аргентины, Австралийских и Южных Альп
| Показатель                                     | Янв.  | Фев.  | Март  | Апр.  | Май  | Июнь | Июль | Авг. | Сен. | Окт.  | Нояб. | Дек.  | Год   |
| ---------------------------------------------- | ----- | ----- | ----- | ----- | ---- | ---- | ---- | ---- | ---- | ----- | ----- | ----- | ----- |
| Абсолютный максимум, °C                        | 11,6  | 10,2  | 13    | 14,7  | 20,6 | 22,4 | 25,7 | 24,8 | 20,1 | 16,6  | 13,3  | 12    | 25,7  |
| Средний суточный максимум, °C                  | 2,5   | 2,8   | 3,4   | 6,1   | 9,7  | 12,4 | 14,2 | 13,6 | 10,9 | 7     | 4,2   | 3,1   | 7,5   |
| Средняя температура, °C                        | 0     | 0,1   | 0,6   | 3     | 6,6  | 9,5  | 11,2 | 10,7 | 8    | 4,4   | 1,9   | 0,6   | 4,7   |
| Средний суточный минимум, °C                   | −2,4  | −2,4  | −1,9  | 0,5   | 3,8  | 7    | 8,8  | 8,4  | 5,7  | 2,2   | −0,5  | −1,8  | 2,3   |
| Абсолютный минимум, °C                         | −19,7 | −19,4 | −16,4 | −16,4 | −7,7 | −0,7 | 1,4  | −0,4 | −4,4 | −10,6 | −15   | −16,8 | −19,7 |
| Норма осадков, мм                              | 84    | 86    | 81    | 60    | 53   | 45   | 51   | 67   | 73   | 74    | 80    | 94    | 848   |
| Температура воды, °C                           | 4     | 3     | 3     | 3     | 4    | 6    | 8    | 8    | 7    | 5     | 5     | 4     | 5     |
| Источник: Погода и Климат, World Climate Guide |       |       |       |       |      |      |      |      |      |       |       |       |       |

### Океанический климат с засушливым летом (Csb)
Хотя засушливое лето является типичной чертой средиземноморского, а не океанического климата, некоторые особенности позволяют классифицировать отдельные территории с засушливым летом как область с океаническим климатом. Так, для них характерна более высокая годовая норма осадков и значительно большее число облачных дней в сравнении с областью со средиземноморским климатом. Эти черты характерны для северо-запада тихоокеанского побережья США и тихоокеанского побережья Канады, некоторых районов центрального Чили и атлантического побережья Марокко, Галисии и северной Португалии.
Регионам с этой разновидностью океанического климата присущи также черты, характерные для регионов со средиземноморским климатом: 
- большее число часов солнечного сияния — особенно в летние месяцы;
- произрастание растений, приспособленных к засушливому лету. Например, на юге Галисии и в северной Португалии широко распространён пробковый дуб, являющийся типичным видом средиземноморской флоры[5].
- лесные пожары в летний период[6][7]

| Показатель                    | Янв.  | Фев.  | Март  | Апр. | Май  | Июнь | Июль | Авг. | Сен. | Окт. | Нояб. | Дек.  | Год   |
| ----------------------------- | ----- | ----- | ----- | ---- | ---- | ---- | ---- | ---- | ---- | ---- | ----- | ----- | ----- |
| Абсолютный максимум, °C       | 17,8  | 21,1  | 25,6  | 29,4 | 33,9 | 35,6 | 39,4 | 37,2 | 36,7 | 31,7 | 23,3  | 17,8  | 39,4  |
| Средний суточный максимум, °C | 8,4   | 9,9   | 12,1  | 14,7 | 18,2 | 21,1 | 24,3 | 24,6 | 21,4 | 15,4 | 10,5  | 7,6   | 15,7  |
| Средняя температура, °C       | 5,6   | 6,3   | 8,1   | 10,2 | 13,3 | 16,1 | 18,7 | 18,9 | 16,3 | 11,6 | 7,4   | 4,8   | 11,4  |
| Средний суточный минимум, °C  | 2,7   | 2,7   | 4,1   | 5,7  | 8,5  | 11,1 | 13,1 | 13,3 | 11,2 | 7,7  | 4,4   | 2,0   | 7,2   |
| Абсолютный минимум, °C        | −17,8 | −17,2 | −11,7 | −1,7 | −2,2 | 3,3  | 6,1  | 6,7  | 1,7  | −2,2 | −14,4 | −14,4 | −17,8 |
| Норма осадков, мм             | 142   | 89    | 95    | 69   | 49   | 40   | 18   | 22   | 38   | 88   | 167   | 136   | 953   |
| Источник: Погода и климат     |       |       |       |      |      |      |      |      |      |      |       |       |       |